# Penampen (Barusjahe)
Penampen is een bestuurslaag in het regentschap Karo van de provincie Noord-Sumatra, Indonesië. Penampen telt 621 inwoners (volkstelling 2010).